# Diritto norvegese
Il diritto norvegese segue un sistema di civil law. La Corte suprema è la più alta della nazione, con 20 giudici. Il livello più alto del diritto è la Costituzione del 17 maggio 1814. Gli statuti fatti sotto la Costituzione sono subordinati ad essa. I regolamenti emanati da tali statuti sono subordinati a tale legge.
Il primo codice legislativo nazionale emesso dallo stato per la Norvegia fu il Magnus Lagabøtes landslov (o "Codice del regno norvegese"), emesso nel 1274 da Magnus VI di Norvegia. Fu seguito nel 1276 dal Magnus Lagabøtes bylov, emesso dallo stesso re.
La Costituzione della Norvegia è stata adottata il 16 maggio 1814 dal Riksforsamlingen (Assemblea costituente norvegese) a Eidsvoll.